# دی‌متیل فومارات
دی‌متیل فومارات (به انگلیسی: Dimethyl fumarate) با فرمول شیمیایی C۶H۸O۴ یک ترکیب شیمیایی است که جرم مولی آن ۱۴۴٫۱۲۷ گرم بر مول می‌باشد. شکل ظاهری این ترکیب، جامد بلوری سفیدرنگ است.
این دارو در درمان بیماری اِم‌اِس (MS) کاربرد داشته و در ایران توسط شرکت داروسازی نانوالوند با نام تجاری زادیوا و توسط شرکت داروسازی دکتر عبیدی با نام تجاری دیفوزِل به صورت کپسول‌های 120 و 240 میلی‌گرمی تولید میگردد.
موارد مصرف:دی‌متیل فومارات جهت درمان بیماران داری اشکال عود کننده_فروکش کننده مولتیپِل اِسکلروزیس (اِم-اِس) استفاده میشود.
(مولتیپل اسکلروزیس شرایطی طولانی است که بر سیستم اعصاب مرکزی شامل مغز و نخاع اثر میگذارد.)
راهنمایی عمومی:
مصرف در کودکان:ایمنی و کارایی آن در کودکان اثبات نشده است. دی‌متیل فومارات نباید در کودکان و نوجوانان کمتر از 18 سال مصرف شود.
اگر شما هر یک از بیماری‌ها یا اختلالات زیر را دارید نباید از این دارو استفاده کنید، در مورد سابقه‌ها و حساسیت‌های زیر حتماً پزشک خود را در جریان قرار دهید : تب، درد در هنگام بلع، علائم سرماخوردگی یا آنفلوانزا؛ درد معده شدید. احساس شدید گرما یا سوزش و خارش.
تداخلات دارویی : قبل از استفاده از این دارو با پزشک خود در مورد تمام نسخه‌ها و داروهایی که استفاده می‌کنید (اعم از ویتامین‌ها، مواد معدنی، داروهای گیاهی و … ) مشورت نمایید.